# Groupe parlementaire
 (mars 2024).
Un groupe parlementaire, également appelé caucus[réf. nécessaire] ou conférence, est une association de parlementaires qui se regroupent en fonction de leurs choix politiques au sein d'une chambre de Parlement.
Dans la plupart des parlements, la constitution en groupe permet aux élus qui en sont membres de bénéficier de certains avantages (temps de parole, vice-présidence, commissions, par exemple). Les membres d'un groupe parlementaire s'engagent généralement à respecter la discipline de leur groupe lors des votes.
Les membres d'un groupe parlementaire sont généralement tous membres d'un seul et même parti politique, mais un groupe peut également être composé de membres de différents partis, notamment si leur parti ne dispose pas de suffisamment de sièges pour former un groupe en fonction du seuil établi par le règlement du Parlement.

## Allemagne
En Allemagne, les groupes parlementaires sont dénommés Fraktionen et jouent un rôle important dans le travail du Bundestag allemand, par exemple lors des votes des commissions parlementaires ou dans le dépôt de projets de loi ou d'amendements. Les groupes parlementaires ont accès à un financement particulier pour leur fonctionnement. Chaque groupe peut également nommer un vice-président et ces derniers surveillent les votes à main levée en session plénière.
Un groupe parlementaire doit être composé d'au moins 5 % des députés et ses membres doivent tous être issus d'un même parti ou de partis qui ne sont pas en concurrence (c'est le cas notamment de la CDU et de la CSU qui ne sont pas présentes dans les mêmes régions). Il existe un statut particulier, avec moins de prérogatives, pour les petits groupes (Gruppen, au moins 3 députés mais moins de 5 %).
Depuis l'introduction en 1957 d'une clause imposant aux partis de recevoir au moins 5 % lors des élections pour être représentés, le SPD, la CDU et le FDP ont toujours eu un groupe parlementaire. Dans le Bundestag élu en 2009, Alliance 90 / Les Verts et le Linkspartei disposent également d'un groupe.

## Belgique

### Chambre des représentants
Pour se constituer, un groupe politique à la chambre des représentants doit comprendre au moins cinq membres.

### Sénat
Au Sénat, chaque groupe réunit les sénateurs qui ont été élus sur la même liste. Certains sénateurs siègent cependant en tant que membres indépendants. Notons donc la possibilité pour un groupe d'exister avec un seul sénateur.

## Commonwealth
Dans les pays du Commonwealth, les groupes parlementaires sont généralement appelés « caucus » ou « parti parlementaire ».
Dans le système de Westminster, un caucus peut être assez puissant puisqu'il a souvent la capacité d'élire ou de démettre le chef du parti au Parlement. Le caucus se détermine aussi sur des sujets politiques, des tactiques parlementaires et des mesures de discipline à l'encontre de parlementaires désobéissants. Dans certains partis, comme c'est le cas traditionnellement au Parti travailliste australien ou au Parti travailliste de Nouvelle-Zélande, le caucus choisit les parlementaires qui intègreront le cabinet quand le parti est au gouvernement.
Les notions de parti politique et de groupe parlementaire étant souvent amalgamées, le chef d’une formation politique suffisamment puissante à la chambre pour former un parti parlementaire est nécessairement le « chef de groupe parlementaire » ou le « chef parlementaire ». S’il remporte un nombre de sièges lui permettant de former un gouvernement, il devient le premier ministre tandis que le chef de groupe détenant le contingent de parlementaires le plus important après celui de la majorité est qualifié de « chef de l’opposition » (officielle ou non selon le statut légal du titre). Dans le cas d’une vacance de direction de groupe parlementaire à la suite d’une défaite électorale, d’une démission ou d’un décès, la fonction de chef parlementaire est assumée de façon temporaire par un autre représentant dans la chambre jusqu’à ce qu’un nouveau chef soit élu,.
Dans le fonctionnement interne du groupe :
- le « chef du groupe parlementaire » préside les travaux du groupe parlementaire et le représente[2] ;
- le « président du caucus » ou le « président du groupe parlementaire » dirige les délibérations du groupe parlementaire[4] ;
- le ou les « whips » (pouvant être « whip en chef », « whip » ou « whip adjoint »), désignés par le chef du groupe parlementaire, sont chargés de faire appliquer la discipline et la cohésion du groupe parlementaire[5].

En outre, le whip en chef du gouvernement assiste traditionnellement aux réunions du cabinet.

### Canada
Les groupes parlementaires sont généralement désignés sous le terme de « caucus ». Douze députés sont nécessaires à un parti pour être reconnu à la Chambre des communes du Canada.
À l'Assemblée nationale du Québec, un groupe doit :
- comporter douze élus sous la bannière d'un même parti politique ;
- être un groupe de députés élus sous la bannière d'un parti politique et ayant obtenu au moins 20 % des voix aux plus récentes élections générales.

Les députés n'étant pas affiliés à un groupe siègent en tant qu'indépendants.

## Espagne
Dans les deux chambres des Cortes Generales, les parlementaires peuvent se réunir en groupes. Ceux qui ne rejoignent aucun groupe forment, dans chaque chambre, le groupe mixte.

### Congrès des députés
Au Congrès des députés, le règlement prévoit deux conditions alternatives pour former un groupe parlementaire : 
- disposer d'au moins 15 députés ;
- disposer d'au moins 5 députés et avoir recueilli au moins soit 15 % des suffrages exprimés dans les circonscriptions où des candidatures ont été présentées, soit 5 % des suffrages exprimés sur l'ensemble du territoire national.

Les groupes dont les effectifs diminuent peuvent se maintenir tant que le nombre de députés qui les composent reste supérieur à la moitié du minimum exigé lors de leur formation. Il existe une tradition de « prêt » : les députés d'autres partis s'inscrivent à un groupe lors de sa formation pour qu'il atteigne une des conditions requises, puis retournent au sein de leur groupe naturel.
Les députés appartenant au même parti ou appartenant à des partis ayant concouru en coalition ne peuvent former de groupes parlementaires séparés.

### Sénat
Au Sénat, le règlement dispose que pour former un groupe parlementaire, il faut réunir au moins dix sénateurs. Les groupes dont les effectifs diminuent restent en place tant que le nombre de sénateurs qui les composent reste supérieur à cinq.
Il existe une tradition de « prêt » : les sénateurs d'autres partis s'inscrivent à un groupe lors de sa formation pour qu'il atteigne une des conditions requises, puis retournent au sein de leur groupe naturel. Cette pratique a été validée en 2017 par le Tribunal constitutionnel.

## États-Unis
Au Congrès des États-Unis, les groupes parlementaires sont officiellement dénommés « conférences » pour le Parti républicain et « caucus » pour le Parti démocrate.
Au sein de ces groupes, les membres du Congrès peuvent également se réunir en fonction de leurs tendances politiques : Blue Dog Coalition pour les démocrates conservateurs ou Tea Party Caucus pour les membres du mouvement Tea Party par exemple.
Enfin, il existe également des caucus regroupant les membres du Congrès selon des bases ethniques ou raciales, comme le caucus noir du Congrès.

## France

### Assemblée nationale
La notion de groupe politique à l'Assemblée nationale est déterminée par l'article 19 du règlement de l'Assemblée nationale. Chaque groupe doit comporter au minimum 15 députés. Ce chiffre était de 30 jusqu'en 1988, il est passé à 20, puis à 15 en 2009, conformément à une promesse de Nicolas Sarkozy à Jean-Michel Baylet, pour obtenir son soutien lors du vote du Congrès du 21 juillet 2008.
Ceux qui ne souhaitent pas faire pleinement partie d'un groupe peuvent toutefois s'y apparenter. Chaque groupe rédige une déclaration politique remise au Président de l'Assemblée nationale par le « président de groupe » qu'ils se sont préalablement choisi. Un même député ne peut cependant faire partie que d’un seul groupe. Les groupes de défense d’intérêts particuliers, locaux ou professionnels et entraînant pour leurs membres l’acceptation d’un mandat impératif ne sont pas autorisés en vertu de l'article 27 de la Constitution disposant que « tout mandat impératif est nul ».
En vertu de l'article 51-1 de la Constitution garantissant des droits spécifiques aux groupes d'opposition, ainsi qu'aux groupes minoritaires, les groupes parlementaires peuvent se déclarer d'« opposition » lors de leur déclaration politique. Les autres groupes ne se déclarant pas comme tel sont dits « minoritaires », à l’exception de celui d’entre eux qui compte l’effectif le plus élevé.
Les postes à responsabilité, les sièges dans les commissions permanentes et les temps de parole sont divisés à la représentation proportionnelle des groupes. Il revient aussi aux groupes de choisir les orateurs durant les séances pour peser sur les décisions, par exemple dans les commissions permanentes.
Les non-inscrits à un groupe peuvent interroger seulement une fois tous les deux mois les membres du gouvernement lors des questions au gouvernement et ils ne sont pas représentés à la conférence des présidents de l’Assemblée nationale, où est fixé l’ordre du jour par les dirigeants de groupe. Pour l'éviter, il est fréquent que des députés se réunissent au sein d'un groupe ad hoc, sans cohérence politique forte et sans discipline de vote, souvent qualifié de « groupe technique », comme par exemple le groupe LIOT lors des XVIe et XVIIe législatures sous la Ve République.

### Sénat
La notion de groupe politique au Sénat est déterminée par l'article 5 du règlement de cette même assemblée. Les groupes doivent représenter au moins 10 sénateurs. Cette limite était fixée à 15 sénateurs jusqu'en 2011.
Au Sénat, les sénateurs peuvent adhérer pleinement à un groupe, s'y apparenter, ou s'y rattacher. A défaut, ils ne sont pas « non-inscrits » comme à l'Assemblée nationale, mais sont membres de la réunion administrative des sénateurs ne figurant sur la liste d'aucun groupe.
Le règlement du Sénat est moins strict que celui de l'Assemblée nationale quant à la définition des statuts des groupes parlementaires : il revient à chaque groupe de se déclarer d'« opposition », « minoritaire » ou de ne pas le préciser lors de la déclaration politique (ce qui revient à clamer être le groupe « majoritaire », et entraîne la privation des droits spécifiques aux groupes d'opposition et minoritaires).
L'opposition, au Sénat, s'entend comme opposition non au gouvernement, mais comme opposition à la coalition qui est majoritaire au sein de l'hémicycle du Sénat. Ainsi, depuis les élections sénatoriales de 2023, l'opposition est composée des groupes des sénateurs socialistes, communistes, et écologistes, tandis que la coalition majoritaire est, de fait, constituée des groupes Les Républicains (groupe dit « majoritaire »), et des groupes « minoritaires » des sénateurs centristes, macronistes, radicaux et du groupe technique LIRT.

## Luxembourg
Pour exister, un groupe politique doit disposer de cinq membres. S'il ne dispose pas de ces cinq membres, il forme une sensibilité politique, ou groupe technique.

## Suisse
Dans les deux conseils (Conseil national et Conseil des États), les parlementaires se regroupent dans des groupes rassemblant des élus selon des affinités politiques, mais cela n'implique pas nécessairement l'appartenance à un même parti.
Pour qu'un groupe puisse exister, il faut qu'il comporte au minimum cinq membres au total des deux chambres. Les députés qui ne sont rattachés à aucun groupe sont qualifiés de « non inscrits ». Ils n'ont donc aucun siège dans aucune commission.
Les groupes parlementaires jouent un rôle important: ils examinent les principaux objets (élections des conseillers fédéraux et juges fédéraux ainsi que les affaires courantes) avant qu’ils soient soumis aux conseils. Au Conseil national, il faut être membre d’un groupe pour pouvoir siéger au sein d’une commission. Plus le groupe est large, plus le nombre de sièges en commission est élevé ce qui permet d'avoir un pouvoir de balancier sur les votes en commission, avant de présenter les projets devant les deux conseils.

## Union européenne
Au Parlement européen, un groupe doit être composé de députés appartenant à plus d'un État membre. Le nombre minimum de députés nécessaires pour constituer un groupe politique est fixé à :
- vingt-trois députés s'ils appartiennent à deux États membres ;
- dix-huit députés s'ils appartiennent à trois États membres ;
- quatorze députés s'ils appartiennent à quatre États membres ou davantage.